# Bruno Giordano Sanzin
Bruno Giordano Sanzin (Trieste, 14 febbraio 1906 – 12 gennaio 1994) è stato un poeta italiano.

## Biografia
A quattordici anni pubblica due articoli su il "Giornalino della domenica" di Vamba. L'anno dopo, 1921, legge il manifesto "Svegliatevi studenti d'Italia" avuto dal suo compagno di banco Umberto Martelli, amico a sua volta di Michele Leskovic (in arte Escodamè), uno dei tre redattori del manifesto. Entusiasta, scrive a Filippo Tommaso Marinetti per comunicargli la sua adesione al Futurismo e, nel dicembre 1921, fonda con Martelli il "Gruppo Futurista Studentesco"; i due curano dei notiziari futuristi su alcune riviste studentesche triestine. Nel Febbraio 1922, conosce Marinetti, che arriva in città per presentare al Politeama Rossetti il "Teatro della Sorpresa".

### Il futurismo
Nel 1923 cura una rubrica futurista all'interno della rivista triestina "Italia Nova" e alla fine dell'anno entra in contatto con il goriziano Sofronio Pocarini, che fonda la rivista "L'Aurora" cui collaborerà fin dai primi numeri.
Nel gennaio 1924 assiste con gli altri futuristi alla rappresentazione, al Politeama Rossetti, del "Nuovo teatro Futurista", finita con i soliti schiamazzi. Durante la cena che seguì lo spettacolo, Sanzin chiese a Marinetti una prefazione per il suo primo libro. Marinetti acconsentì e gli mandò la "Lettera aperta ai miei fischiatori triestini" pubblicata come introduzione al libro "Marinetti e il futurismo", stampato a Pola nel giugno dello stesso anno. Comincia così l'amichevole consuetudine dei rapporti tra Sanzin e Marinetti, che si protrarrà fino alla morte di quest'ultimo, nel 1944.
In questi anni scrive molte "parole in libertà" e "tavole panoramiche" che pubblica sulle riviste "L'Aurora", "Energie Futuriste", "la Nuova Venezia" e "Originalità"; una sua lirica è pubblicata, unico testo italiano, sulla rivista berlinese "Der Sturm"; dal 1924 inizia la collaborazione con "Il Piccolo" di Trieste.
Nel 1925 viene inserito da Marinetti con tre suoi lavori nell'antologia "I Nuovi Poeti Futuristi". Gli anni trenta sono i più importanti e prolifici della sua carriera letteraria. Il 2 gennaio 1930 sposa Gigliola Mondolfo, con cui resterà tutta la vita e da cui nascerà Paolo nel 1937. Nel 1931 organizza la prima mostra di pittura futurista a Trieste, inaugurata da Marinetti. L'anno seguente organizza sempre a Trieste, una mostra nazionale di fotografia futurista, di cui si ricorda il catalogo.
Nel 1933 pubblica nelle Edizioni Futuriste di Poesia di Roma il suo libro più importante, "Infinito", con prefazione di Marinetti e copertina di Enrico Prampolini; nel 1935 segue "Accenti e Quote", parole in libertà con copertina e sei linoleum nel testo del grafico triestino Marcello Claris. Nel 1938 pubblica "Ottimismo ad ogni costo" il romanzo dell'urbanesimo; segue nel 1939 il saggio "Benedetta aeropoetessa aeropittrice futurista", e nel 1942 il poemetto "Fiori d'Italia" aeroprofumi futuristi.
La sua attività giornalistica (è iscritto nell'albo dal 1931) registra collaborazioni a "L'Impero" e "Oggi e Domani" di Roma, a quotidiani e periodici triestini mentre egli è anche redattore della rivista "Stile Futurista", pubblicata a Torino da Fillia.
Il 20 febbraio 1934, per il 25° del Futurismo, ha l'incarico di progettare un'intera pagina de "Il Piccolo" di Trieste.
Partecipa con le sue tavole parolibere e tavole panoramiche a varie esposizioni. 
Vince il titolo di poeta campione nel circuito di poesia di Chiavari il 22 novembre 1931, con la lirica "Modernolatria" dedicata a Boccioni.
In queste occasioni ha modo di conoscere e frequentare le personalità del Secondo Futurismo con cui intreccia un fitto scambio di corrispondenza.
All'inizio del 1944 incontra per l'ultima volta Marinetti nella sua casa di Venezia.

### Secondo dopoguerra
Nel 1962, dopo un grave intervento chirurgico decide di ridedicarsi all'attività letteraria: riprende i contatti con gli amici futuristi e nel 1969 partecipa, esponendo gran parte del suo archivio, alla mostra sul Futurismo organizzata a Trieste dalla Regione Friuli-Venezia Giulia.
Nello stesso anno riprende la collaborazione con "Il Piccolo" ed inizia quella con "Futurismo Oggi" giornale-rivista pubblicata a Roma dall'amico futurista Enzo Benedetto.
Nel 1970 pubblica il suo primo libro del dopoguerra intitolato "II Proprio Mondo" (nei ricordi e nella fantasia). In settembre si reca a Bassano del Grappa per la mostra su Fortunato Depero e ritrova molti amici che non vedeva da tempo (Alessandro Bruschetti, Francesco Cangiullo, Tullio Crali, Nicola Diulgheroff, Vladimiro Miletti, Bruno Passamani etc.).
Al primo libro, seguiranno altre 18 pubblicazioni: "Vertici nello Spazio" (esperimento teatrale del 1931, riesumato da Carlo Verdone, e "Guardiamoci in Faccia", entrambi del 1971. Nel 1972 escono "Documenti", "A ruota libera" e "Scatola a sorpresa". Nel 1974 viene pubblicato "Senza rete", a cui segue l'anno dopo "Non si sa mai" e "Io e il Futurismo", quasi un'autobiografia. Seguono nel 1977 "Cambiale in bianco", "L'acqua è bagnata" che contengono delle contropoesìe.

### Gli ultimi anni
Nel 1980, sessantesimo anno di attività, pubblica "Bagaglio a Mano" libro di ricordi. Nel 1982 esce "Prendere o lasciare", una raccolta di contropoesie come "Idee allo sbaraglio" dell'anno seguente. "Post Art Futurista" invece è un catalogo per la mostra dei futurismi postali tenuta a Trieste nel 1983. Ultimo libro è "A tu x tu", contropoesie del 1986.
Cura anche l'organizzazione ed i cataloghi di una serie di mostre su alcuni maestri del Futurismo per conto dell'Azienda di Soggiorno e Turismo di Trieste, in concomitanza del Festival del Film di Fantascienza: nel 1973 Enrico Prampolini, nel 1974 Gerardo Dottori e nel 1975 Fortunato Depero. In quegli anni partecipa a diverse conferenze, tavole rotonde, interviste e letture pubbliche di sue poesie.
Nel 1980 il Comune di Trieste gli assegna, per la sua carriera artistica, il "Sigillo d'Oro" della città.
Continua a scrivere e collaborare con giornali e riviste, fino alla scomparsa, dopo lunga malattia.
Muore il 12 gennaio 1994, un mese prima del suo 88º compleanno: sulla sua scrivania viene trovato un biglietto con scritto il suo motto: "Vivo perché scrivo".
L'Archivio Sanzin comprende disegni, dipinti, arazzi, grafica e fotografie futuriste; ceramiche ed oggettistica; centinaia di libri e cataloghi sul Futurismo; una novantina di manifesti; quotidiani, giornali e riviste futuriste o con articoli sull'argomento dagli inizi ai nostri giorni; epistolario con lettere e cartoline degli amici futuristi, critici e letterati, ricercatori ed autorità dal 1923 al 1994.